# Boophis axelmeyeri
Espèce
Statut de conservation UICN

 LC  : Préoccupation mineure
Boophis axelmeyeri est une espèce d'amphibiens de la famille des Mantellidae.

## Répartition
Cette espèce est endémique de Madagascar. Elle se rencontre entre 680 et 1 100 m d'altitude dans les massifs du Nord-Ouest de l'île,. Elle est apparemment restreinte aux forêts tropicales humides primaire d'altitude moyenne.

## Description
Boophis axelmeyeri mesure entre 36 et 43 mm pour les mâles. Son dos est brun foncé ; son ventre est blanc avec des taches brun foncé. La face externe des membres est brun gris et est rayée de sombre ; la face interne est bleu translucide avec des taches brunes.
Caractéristique notable : d'importantes lèvres pendantes, ayant pour but d'effrayer les prédateurs, ainsi qu'à ingérer la nourriture avec plus d'aisance.
Cette grenouille a un tempérament calme, elle préfère faire le moins d'effort possible, c'est pourquoi son ventre grossit rapidement pendant les 3 premières semaines de croissance. Elle a donc une réserve de graisse importante, et peut survivre dans environnements hostiles longtemps, sans s'exposer au moindre effort physique.

## Étymologie
Son nom d'espèce, axelmeyeri, lui a été donné en référence à Axel Meyer (FDC), au regard de sa contribution à la compréhension de l'origine et de la diversité de la faune malgache et ce plus particulièrement sur les poissons de la famille des Cichlidae et les amphibiens.

## Publication originale
- Vences, Andreone & Vieites, 2005 : New treefrog of the genus Boophis Tschudi 1838 from the northwestern rainforests of Madagascar. Tropical Zoology, vol. 18, p. 237-249 (texte intégral).